# Казимир Нестор Сапіга
Казимир Нестор Сапіга (14 листопада 1757, Берестя — 25 травня 1798, Відень) — державний та військовий діяч Великого Князівства Литовського, поет. Генерал артилерії війська ВКЛ (1773—1793), маршалок литовської конфедерації Чотирирічного Сейму, учасник Повстання Костюшка 1794 року. Кавалер орденів Святого Станіслава (1776) і Білого Орла (1779).

## Життєпис
Походив із коденської лінії магнатського роду Сапіг гербу «Лис», син Яна, генерал-майора, та Ельжбети з Браницьких. Батько помер через 8 місяців після народження сина, вихованням займалися мати і дядько Францішек Ксаверій Браницький. До 10 років навчався в школі театинців у Варшаві. У 1767—1772 роках продовжив освіту у  Варшавській лицарській школі, пізніше у Військовій академії в Турині, Парижі, Страсбурзі.
11 березня 1772 року одержав патент на полковника артилерії Великого князівства Литовського. 28 квітня 1773 стараннями дядька отримав патент генерала артилерії литовської. У 1773—1776 рр. подорожував Європою. У Франції вивчав тонкощі артилерійської справи, право, філософію. 1776 року за наказом дядька повернувся в Річ Посполиту, хоча вважав, що ще не закінчив навчання. Під час подорожі вів щоденник. Десь у той самий час став одним із 6 командорів Мальтійського ордена.

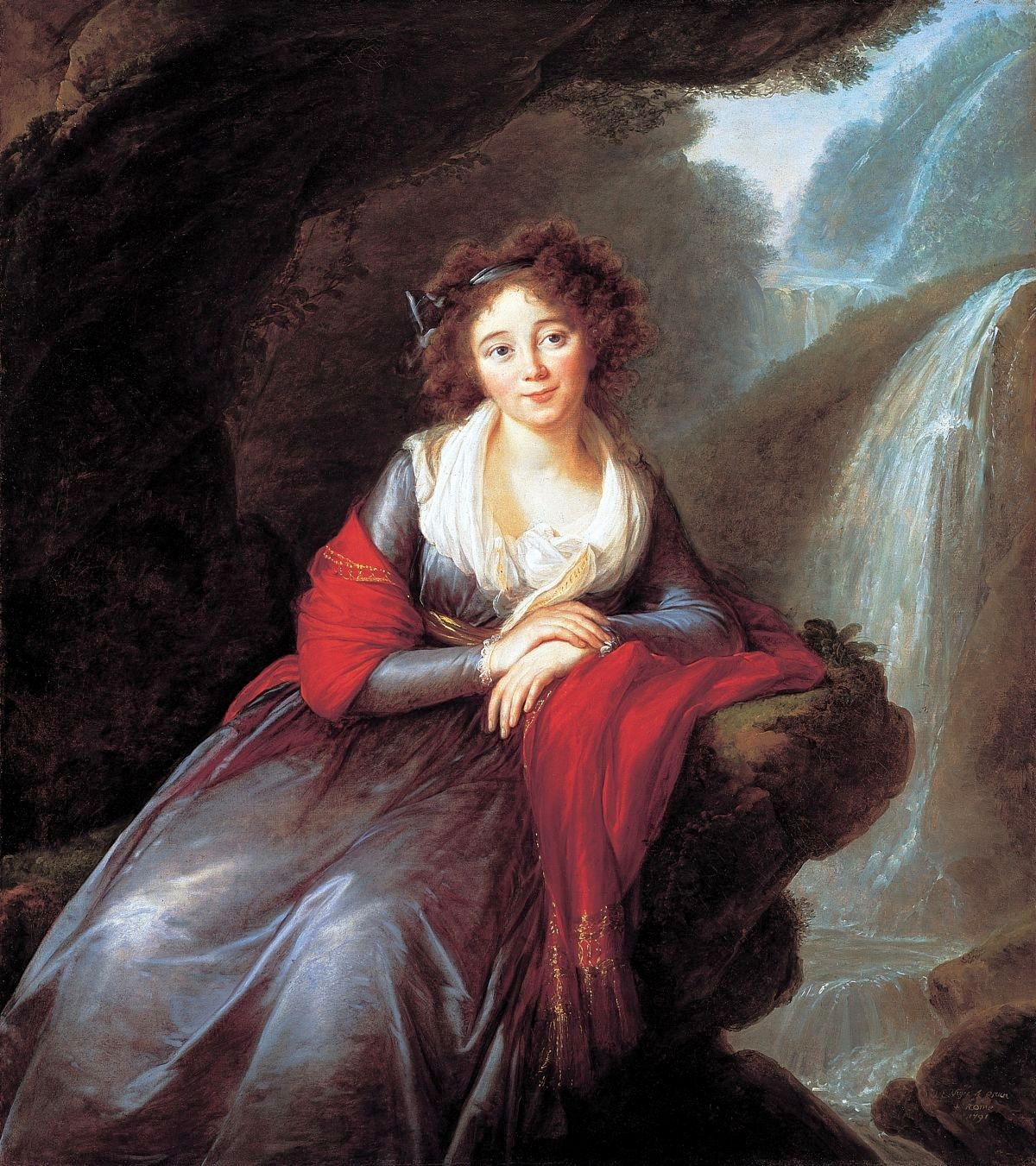
Ганна Цетнер

13 грудня 1776 року удостоївся Ордена святого Станіслава. Того ж року спробував поїхати на сейм від Слонімського повіту. Але зробити цього не вдалося. У 1777—1781 роках займався економікою і правом із колишнім єзуїтом Юбером Вотреном. 1778 року обраний сеймовим послом від Берестейського повіту за підтримки короля та великого князя, але всупереч бажанням Тизенгауза. На цьому сеймі його обрали депутатом до Військового Департаменту Постійної Ради. 1 січня 1779 одержав Орден Білого Орла.
Вже 1775 року був активним учасником масонських лож: спочатку паризької ложі De la Candeur, а потім одним із засновників краківської ложі «Під трьома шоломами». 1780 року на черговому сеймі (де був послом) за підтримки короля виставив свою кандидатуру на маршалка Постійної Ради, але програв князю Станіславу Понятовському. 
1784 року брав участь у сеймі як берестейський посол та один із лідерів опозиційної партії. У 1786 році знову брав участь у сеймі в тій же ролі. Ще більше зміцнив свої позиції лідера опозиційного руху проти короля вкупі з Ф. Браницьким і С. Потоцьким. 1788 року обраний послом на Чотирирічний Сейм від Берестейського повіту. 7 жовтня його обрали на сеймі маршалком литовської конфедерації. Як литовський маршалок інколи керував перебігом сейму спільно з коронним маршалком С. Малаховським, а також збирав у себе вдома литовські провінційні сесії для обговорення позиції шляхти ВКЛ на сеймі. 
Був рекордсменом за виступами на сеймі. За 4 роки брав слово 760 разів. При цьому володів хорошими ораторськими здібностями. Використовував «театральні» моменти: ходив на сейм у традиційному одязі, відкидаючи всі нові французькі заведенції, на свої гроші утримував «гучків» — арбітрів, які споглядали хід сейму з балкона і підтримували його виступи.
Спершу перебував у таборі гетьманської опозиції, якою керував його дядько Ф. Браницький: виступав проти знищення Постійної Ради, критикував короля та пропрусську позицію «патріотів». 1790 року активно висловлювався проти спадкового престолу та обмеження виборчого права бідної шляхти. Однак поступово почав дедалі тісніше співпрацювати з королем і «патріотичною» партією. 
Про підготовлений проєкт Конституції дізнався тільки 3 травня на засіданні. І хоча, як сам казав, був не згоден з деякими пунктами документа, присягнув Конституції разом з іншими послами.
Завжди активно обстоював прерогативи Великого князівства Литовського. Особливо яскраво це проявилося в червні-жовтні 1791 р., коли під його керівництвом шляхта ВКЛ відстояла свої права на окремі скарбову та поліційну комісії, а також збереження Статуту 1588 року. Результатом цього протистояння стало підписання 21 жовтня 1791 р. «взаємних заручин обох народів».
У червні 1792 року виступив проти приєднання короля до Тарговицької конфедерації, а коли це сталося, покинув країну. 1794 року брав активну участь у повстанні, з його початком проводив мобілізацію у Львові, Любліні, Бересті. Одначе при цьому відмовлявся очолити повстанський рух у Литві. Відзначився мужністю при обороні Вільнюса 11 серпня 1794 р., коли артилерійська батарея під його командуванням захистила Зелений міст і змусила ворога відступити. З 1795 по 1798 жив у Відні, де й помер.
Сучасники згадували Казимира Нестора Сапігу як балакуна і п'яницю, кепкували з його пихи та патенту генерала артилерії, отриманого ним у 16 років. Його звинувачували у використанні державних грошей на власні потреби. Проте водночас він користувався великою повагою серед дрібної шляхти за ораторську майстерність, щирість і патріотизм, особливо в питаннях окремішності Великого князівства Литовського.
1784 року він одружився з Ганною Цетнер, вдовою Сангушка. Однак того ж року розлучився. Процес поділу майна тягнувся до 1788 року. Більше не одружувався і дітей не мав.

## Галерея

### Живопис

Твори живопису
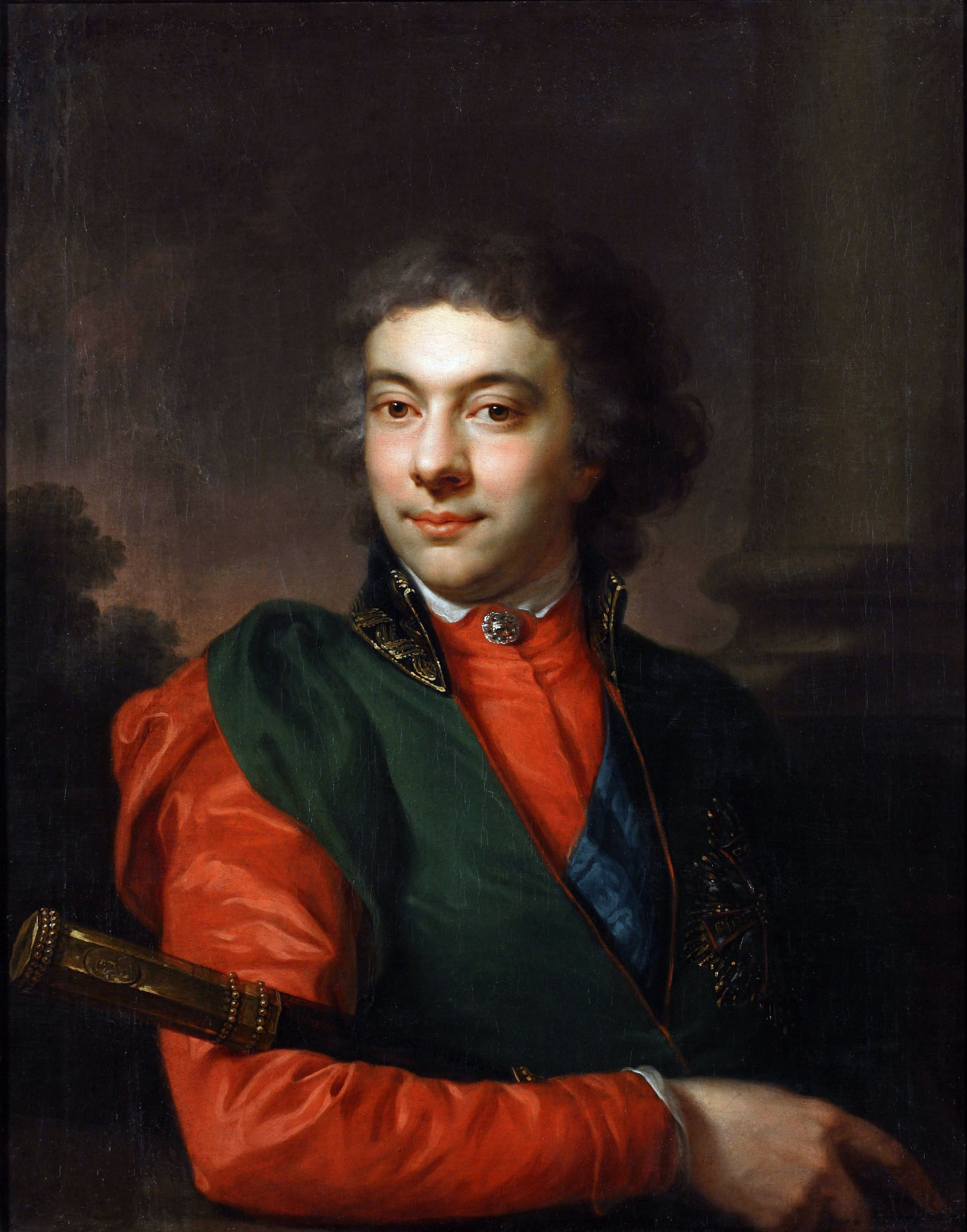
Й. Пічман, 1787 р.
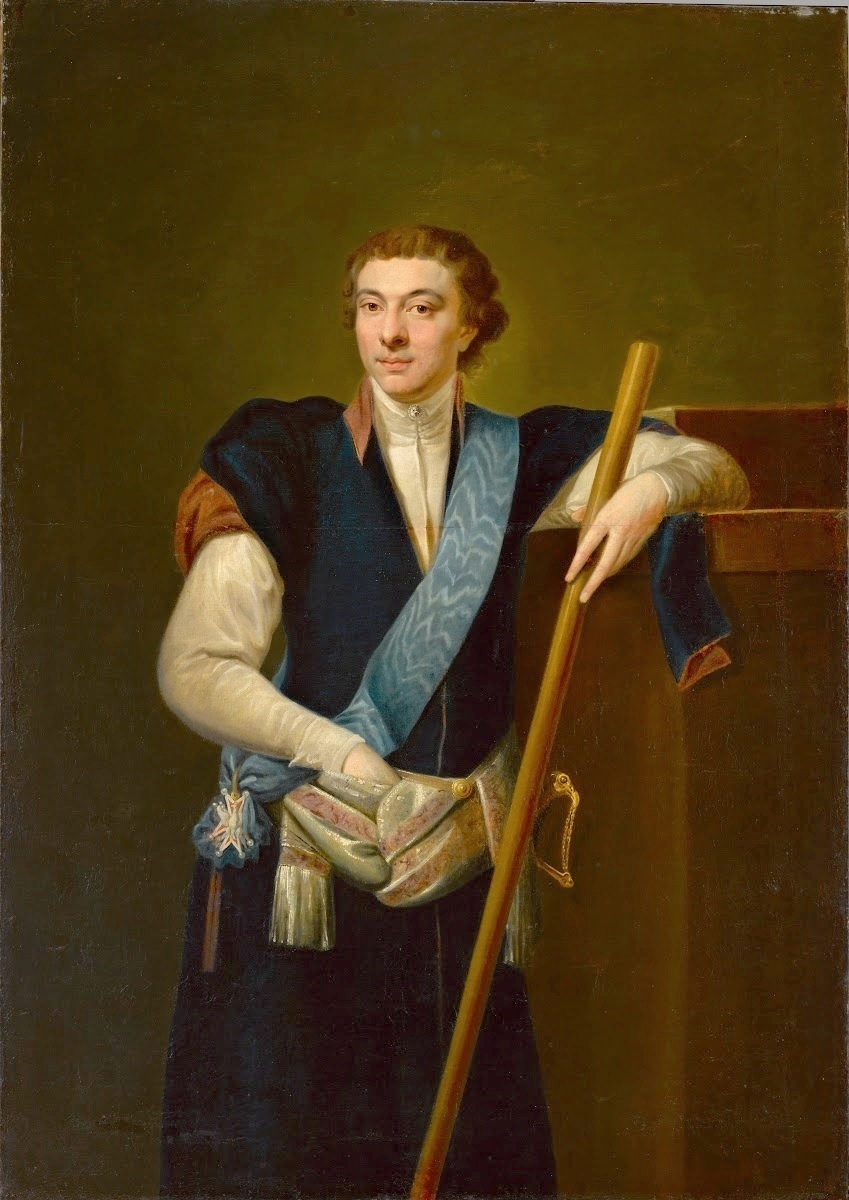
Ю. Пєшка, 1790 р.
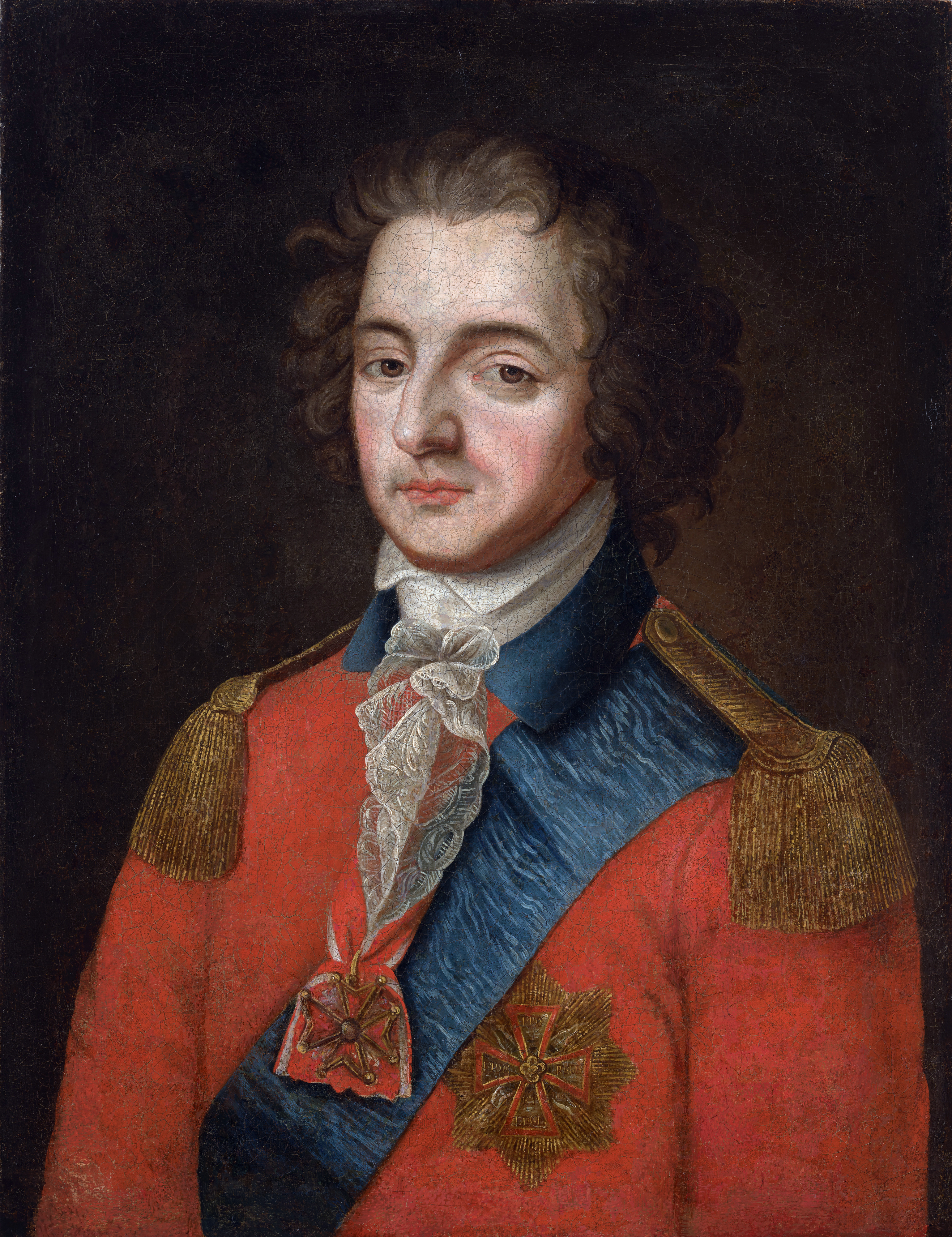
Невідомий художник, близько 1900 р.
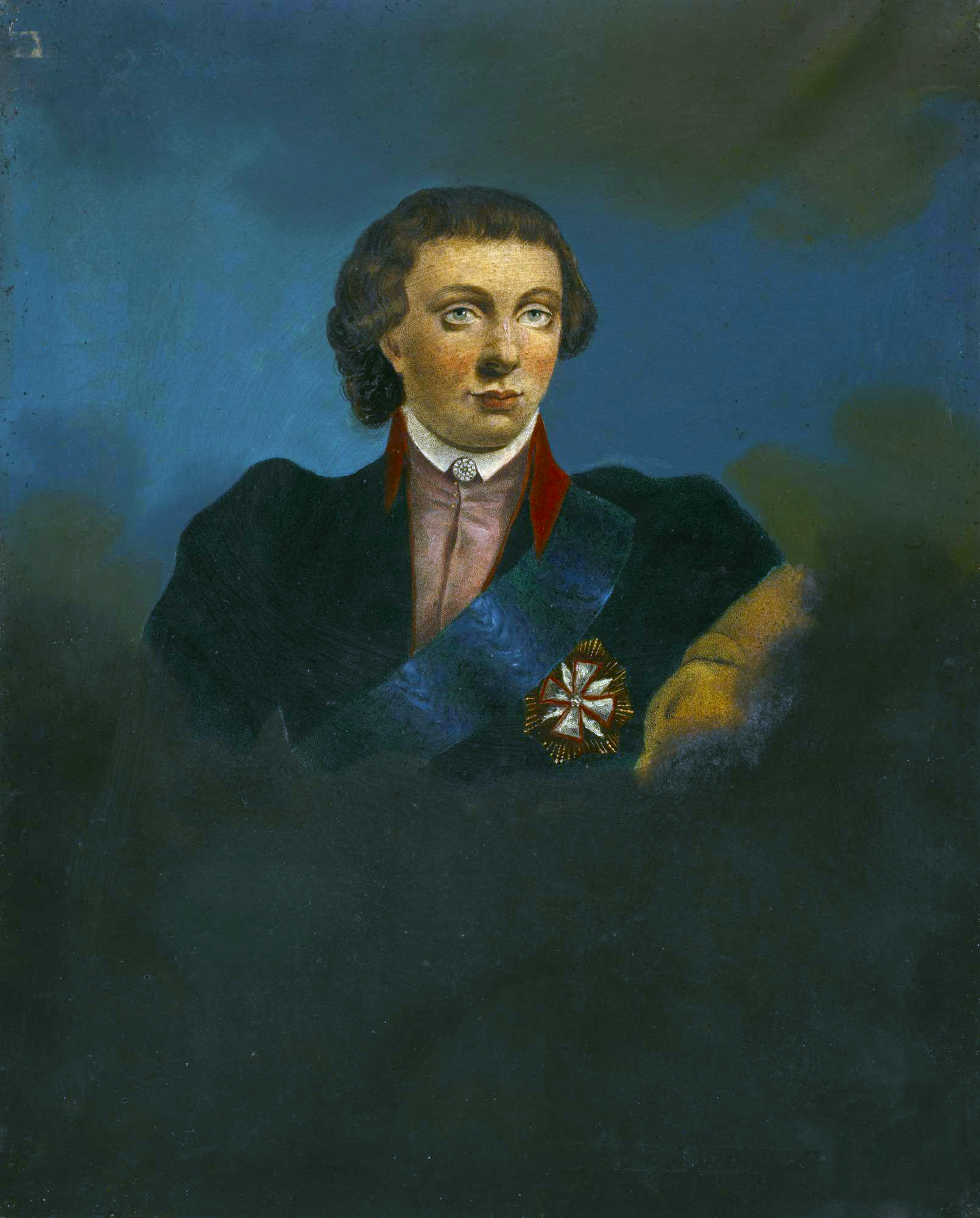
Невідомий художник, 1829 р.

### Графіка

Графічні портрети
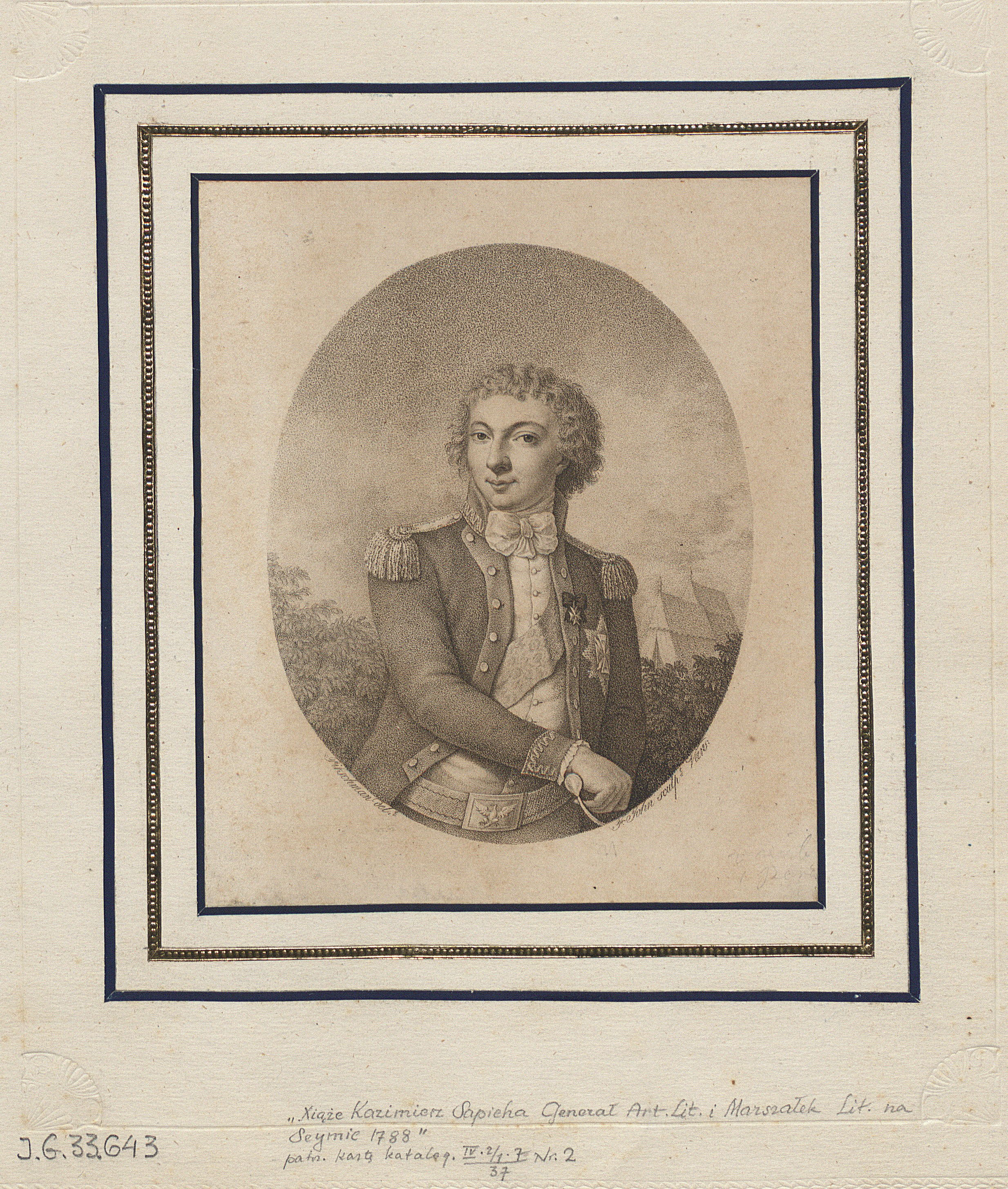
Ф. Джон, 1791 р.
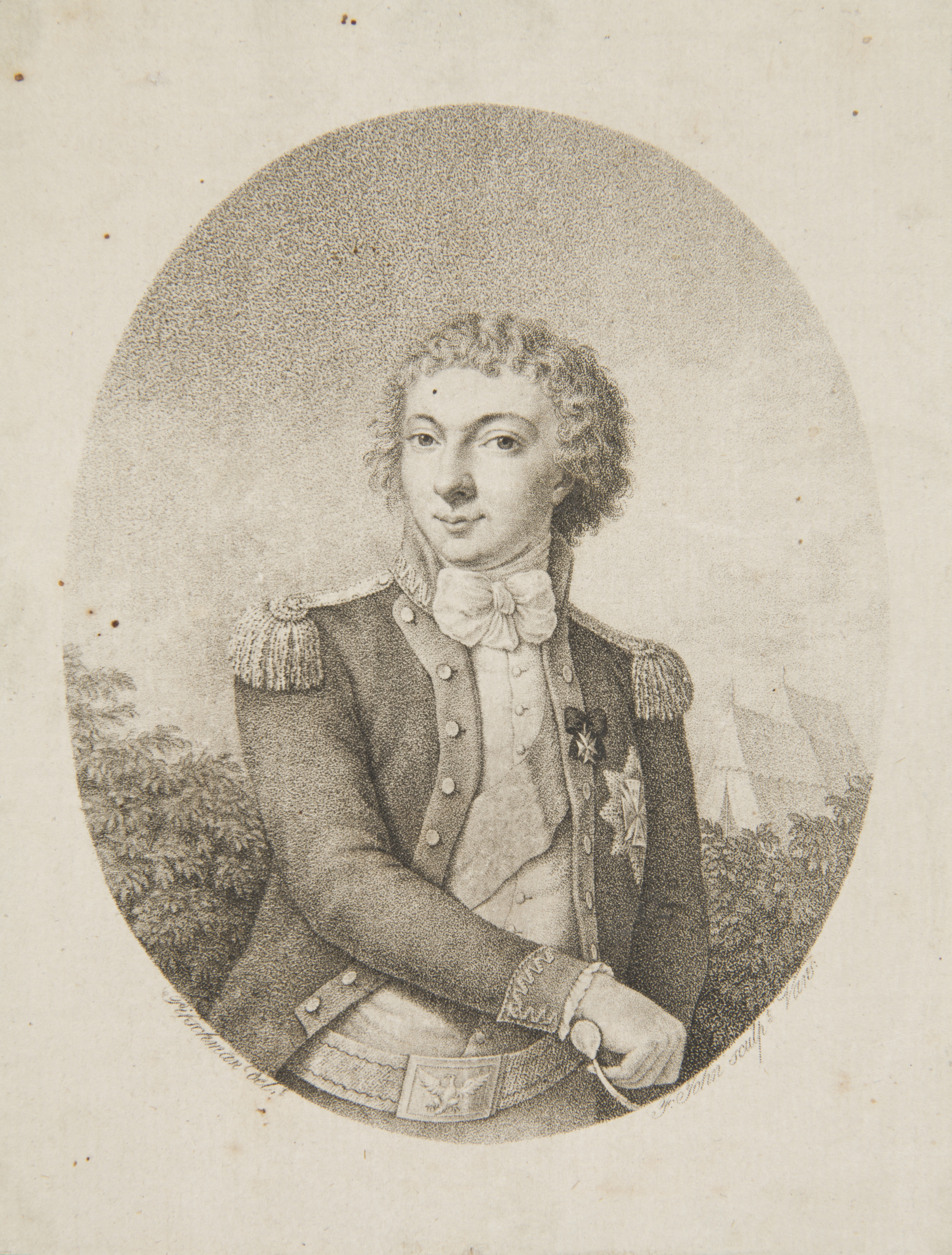
Й. Пічман, 1791 р.
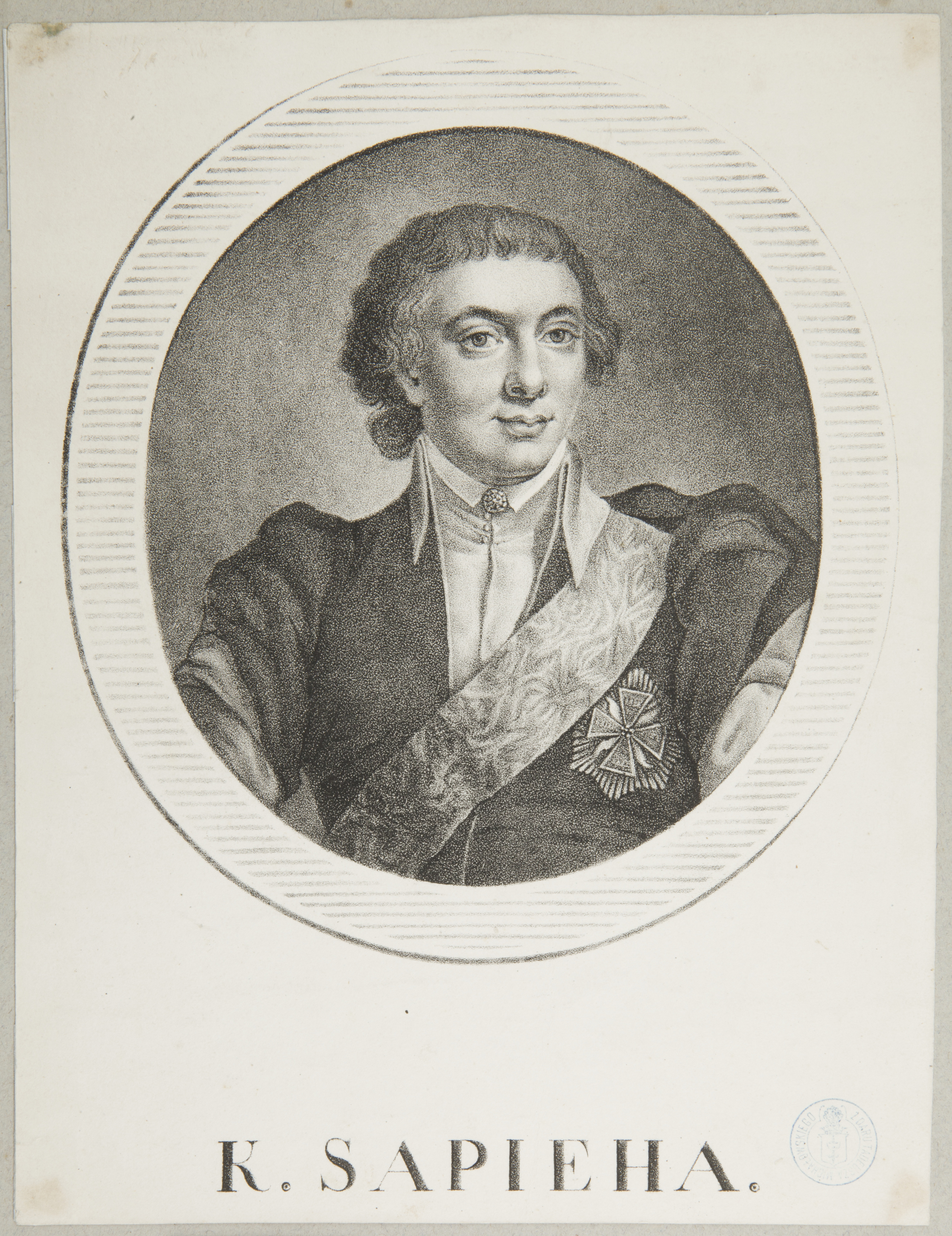
В. Сливицький, 1820-ті рр.
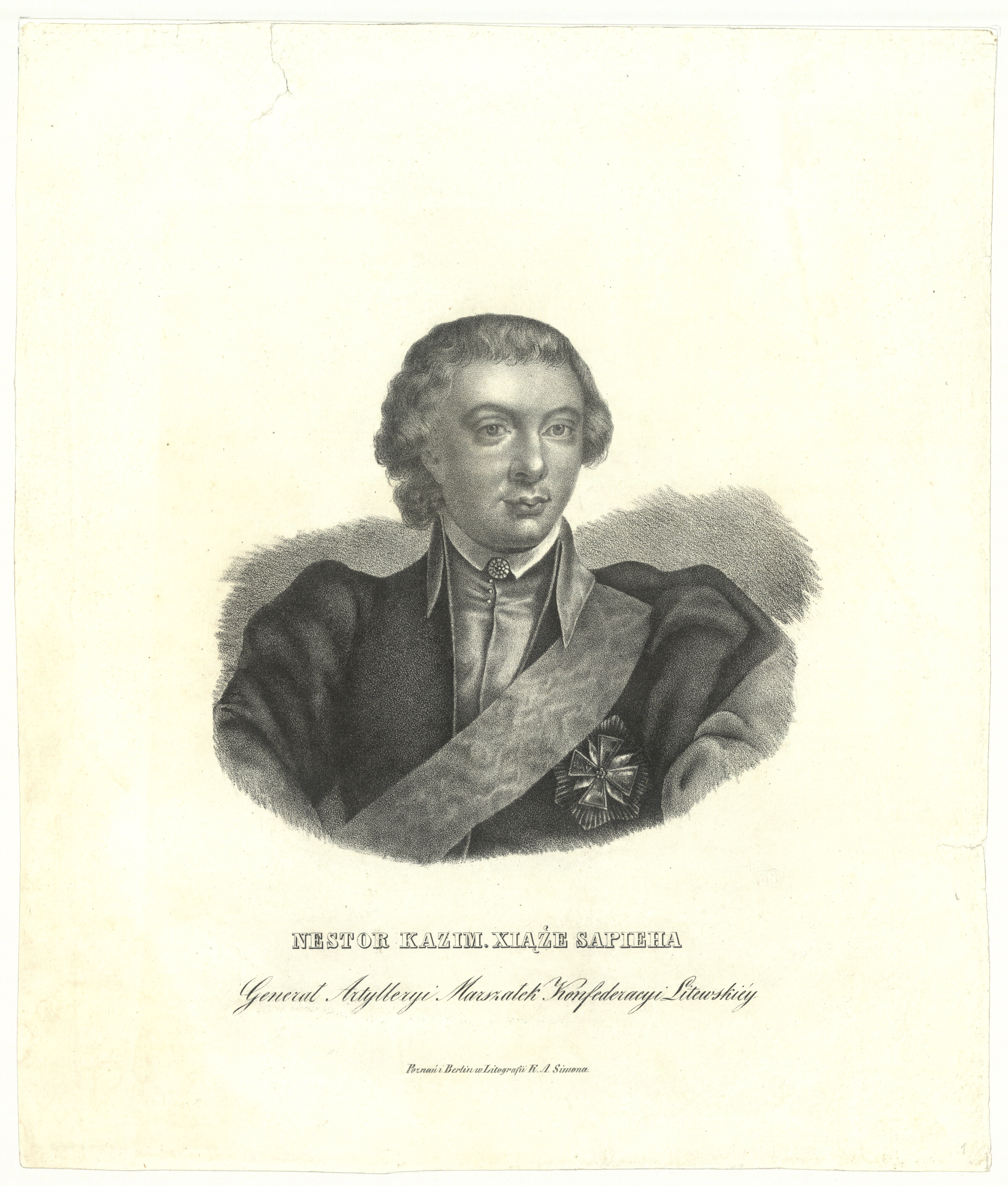
Невідомий художник, 1829 р.

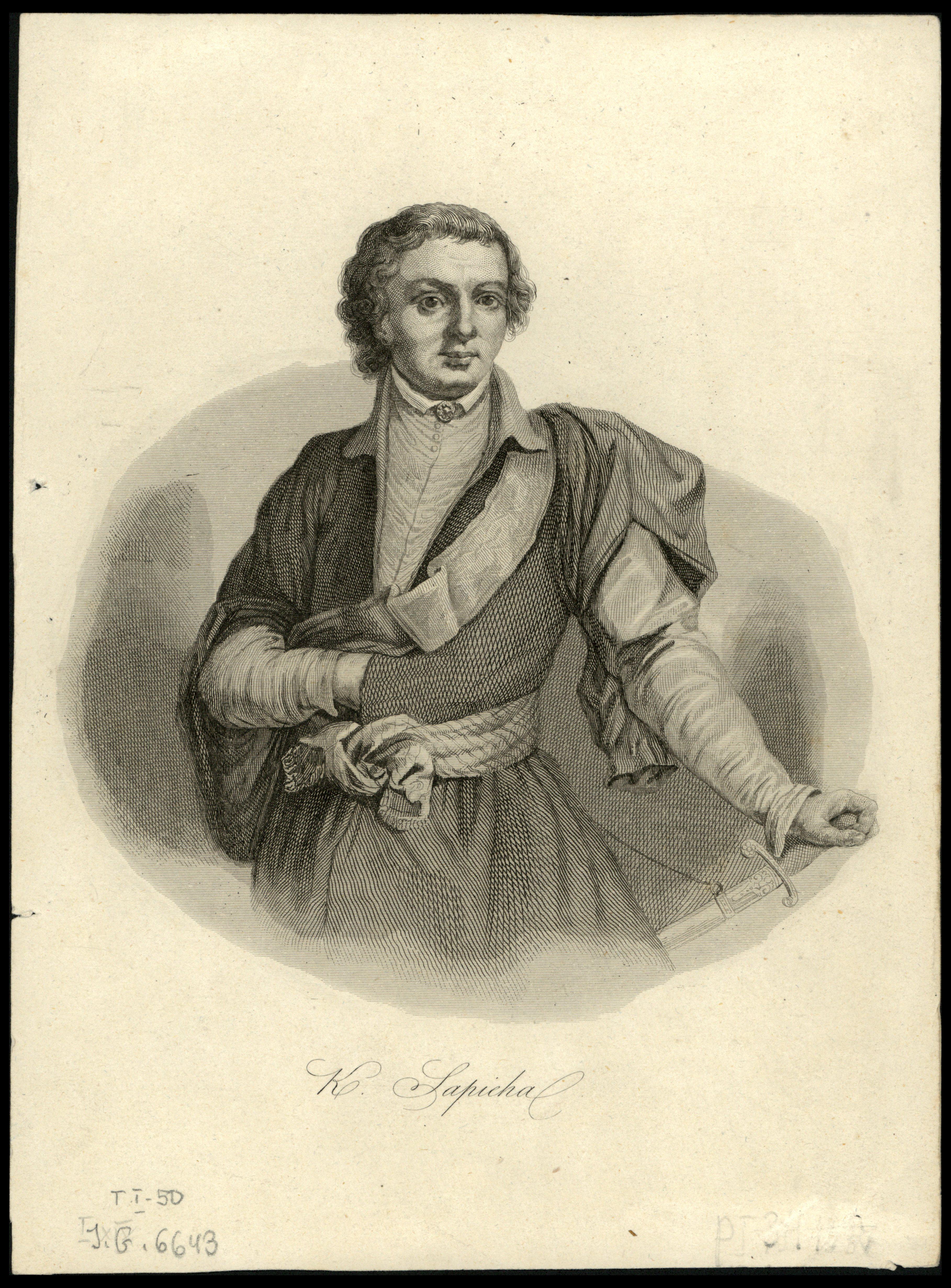
Невідомий художник, близько 1839 р.
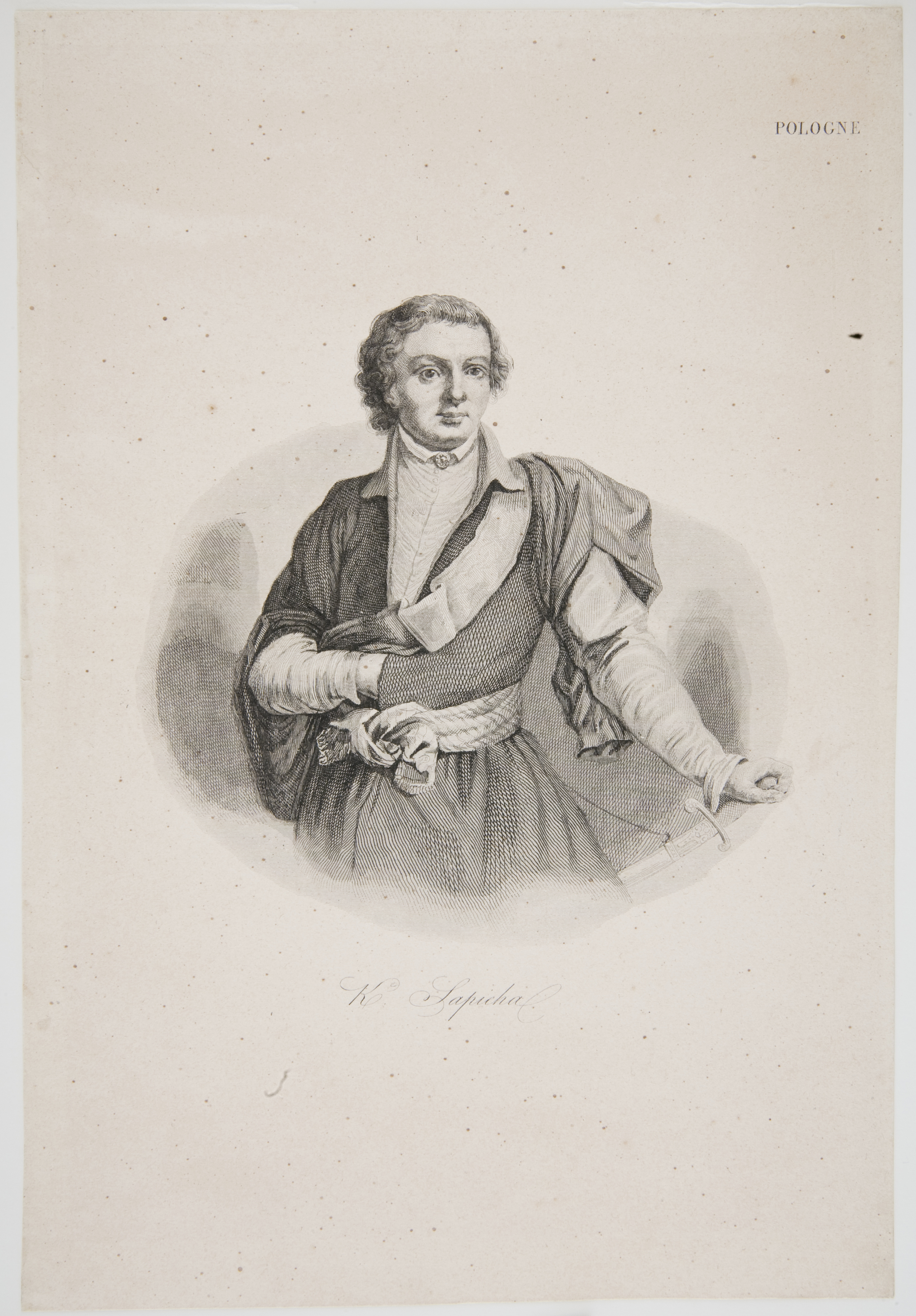
Невідомий художник, близько 1839 р.
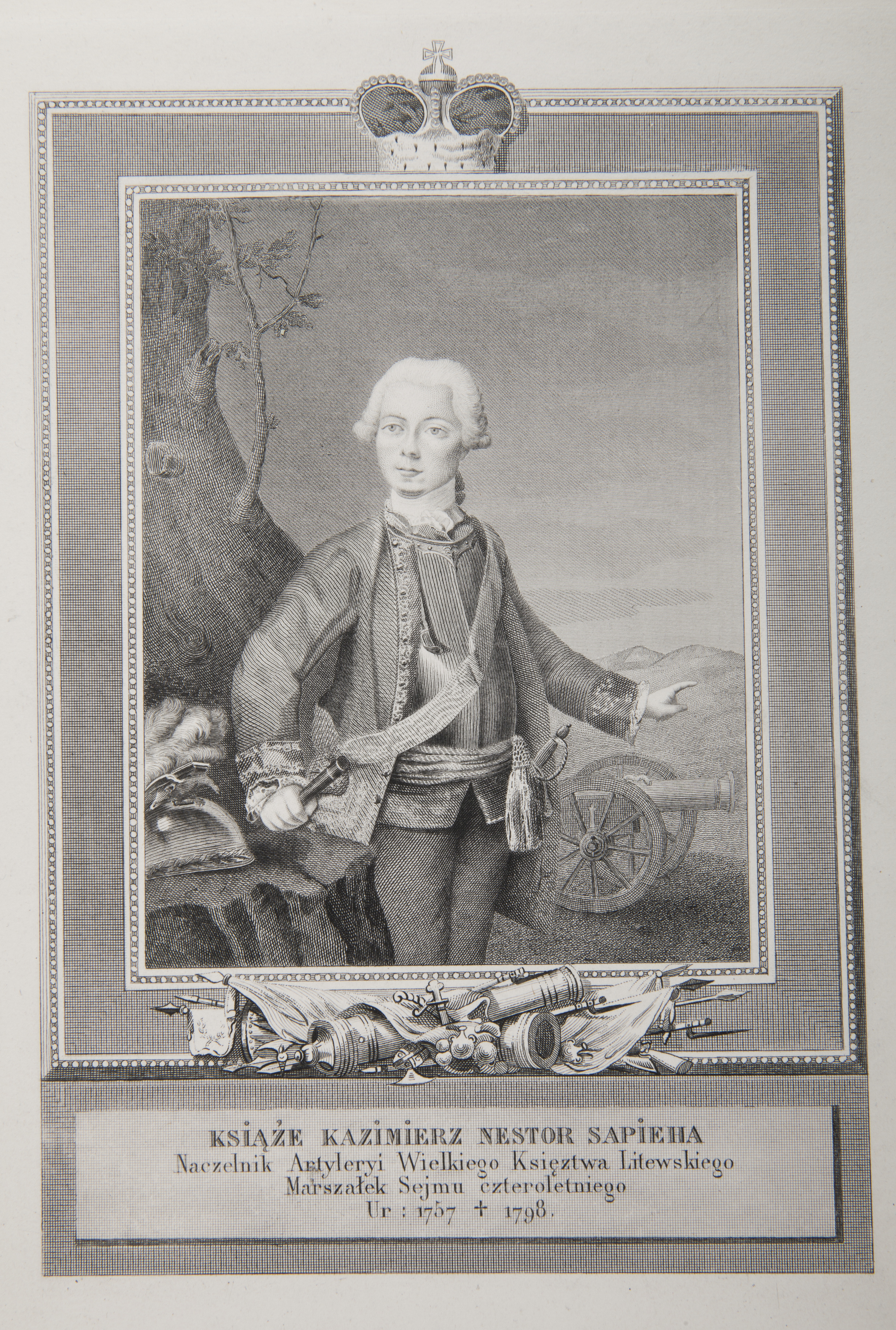
Невідомий художник, 1858 р.
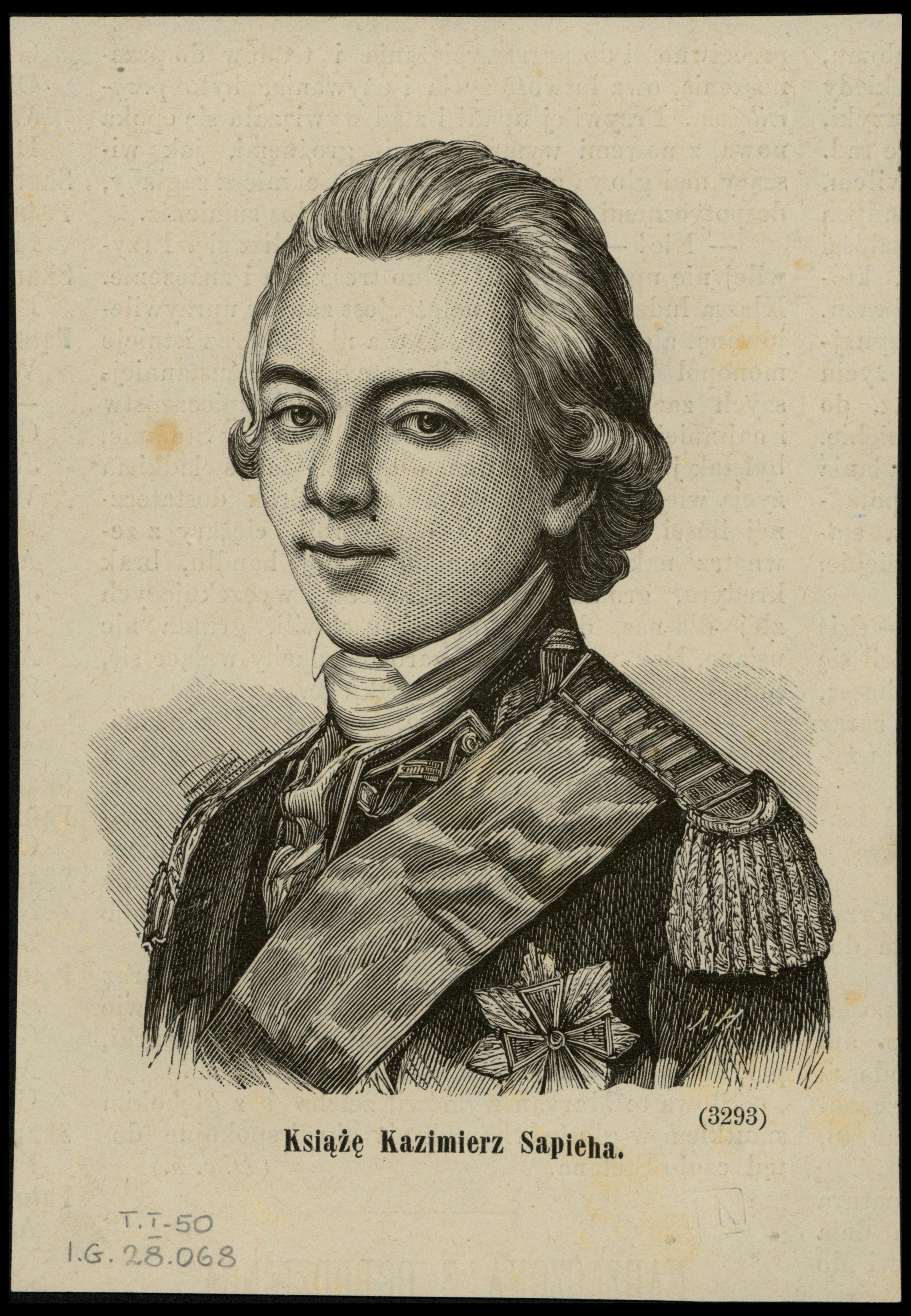
Ю. Галявинський, 1876 р.